# Charlton Mackrell
Charlton Mackrell is een civil parish in het bestuurlijke gebied South Somerset, in het Engelse graafschap Somerset met 1073 inwoners.